# PokerGO
PokerGO是一個位於内华达州拉斯维加斯的OTT服务平臺，於2017年推出，主要提供以撲克為中心的流媒体，從原創節目、過往重播以及對現場節目的關注。